# Lobsang Rampa
Lobsang Rampa ist das Pseudonym des englischen Schriftstellers Cyril Henry Hoskin (* 8. April 1910 in Plympton, Devonshire, England; † 25. Januar 1981 in Calgary, Alberta, Kanada).

## Leben und Wirken
1956 erschien das erfolgreiche Buch The Third Eye (deutscher Titel: Das dritte Auge), in dem sich der Autor Dr. Tuesday Lobsang Rampa nannte und als hochrangiger tibetischer Lama ausgab. Er behauptete, er habe ein drittes Auge, das ihm in einer schmerzhaften Operation geöffnet worden sei. Dieses Auge verleihe ihm esoterische Fähigkeiten. Der Vorname Tuesday sollte daran erinnern, dass er an einem Dienstag geboren wurde.

### Kontroverse über die Urheberschaft
Der österreichische Bergsteiger und Tibetkenner Heinrich Harrer war von der Echtheit des Buches The Third Eye nicht überzeugt und beauftragte einen Privatdetektiv aus Liverpool namens Clifford Burgess, um Rampas Identität zu untersuchen. Burgess fand heraus, dass Rampa in Wirklichkeit Cyril Henry Hoskin war. Hoskin wurde 1910 in Plympton, Devon, geboren und war der Sohn eines Klempners. Er war noch nie in Tibet gewesen und sprach kein Tibetisch. Im Jahre 1948 hatte er seinen Namen legal in Carl Kuon Suo geändert, bevor er später den Namen Tuesday Lobsang Rampa annahm. Die Ergebnisse von Burgess Untersuchung wurden im Februar 1958 in der Zeitung Daily Mail veröffentlicht. Rampa wurde von der britischen Presse in Howth (Irland) aufgespürt und mit den Ergebnissen der Ermittlungen konfrontiert.
Rampa leugnete nicht, dass er als Cyril Henry Hoskin geboren wurde. Er erklärte jedoch, dass sein Körper vom Geist des tibetischen Mönchs Lobsang Rampa übernommen worden sei. Nach seinen Angaben war er in seinem Garten in Thames Ditton, Grafschaft Surrey, beim Versuch, eine Eule zu fotografieren, von einer Tanne gefallen. Während er bewusstlos auf dem Boden lag, erschien ihm ein tibetischer Mönch in einer safrangelbenen Robe. Der Mönch sprach mit ihm über Lobsang Rampa und über die Übernahme seines Körpers. Hoskin stimmte dem Tausch zu, weil er sehr unzufrieden mit seinem Leben war.
Rampa schilderte die angebliche Übernahme des Körpers von Cyril Henry Hoskin – eine sogenannte Transmigration – ausführlich in seinen Büchern Die Rampa Story und Wie es war!. Seiner Darstellung zufolge sei dieser ungewöhnliche Schritt erforderlich gewesen, da sein ursprünglicher Körper infolge der Belastungen seines bisherigen Lebens schwer gezeichnet und dem Ende nahe gewesen sei. Um seine Lebensaufgabe dennoch fortsetzen zu können, habe er daher einen anderen Körper übernehmen müssen.
Während Rampas Leserschaft der Vorstellung der Transmigration größtenteils offen gegenübersteht, stösst diese in der breiten Öffentlichkeit nahezu ausschließlich auf Skepsis und Ablehnung. Aufgrund der als unhaltbar betrachteten Transmigrationsthese wurde Rampa wiederholt bewusste Irreführung und Täuschung vorgeworfen. Als Autor sah er sich daher immer wieder mit Kontroversen über seine Identität und die Echtheit seiner Aussagen konfrontiert, wobei Kritiker argumentierten, dass er kein tibetischer Lama, sondern ein westlicher Schriftsteller sei – ein Vorwurf, der erhebliche Zweifel an der Glaubwürdigkeit seiner Schilderungen der tibetischen Kultur aufwarf.. Rampa hielt jedoch zeitlebens an der Behauptung fest, dass alles, was er geschrieben habe, der Wahrheit entspreche.

## Inhaltliche Schwerpunkte seiner Werke
Die Bücher von T. Lobsang Rampa behandeln vor allem Themen aus dem Bereich der Spiritualität, Esoterik und Mystik. Sie sind geprägt von Schilderungen über tibetische Weisheit, Astralreisen und metaphysische Konzepte, die Rampa als authentische Erfahrungen darstellt. Seine Werke beeinflussten die westliche Wahrnehmung des tibetischen Buddhismus, stießen aber auch auf Kritik, da sie nicht mit traditionellen Lehren übereinstimmen.
Rampas Werke gelten heute als Teil der esoterischen Literatur - weniger als historische Darstellungen des tibetischen Buddhismus oder des tibetischen Lebens, sondern vielmehr als Ausdruck seiner spirituellen Sichtweise und persönlichen, nicht verifizierbaren Erfahrungen.

### Rampas Konzept des Über-Ichs
In seinen Büchern spricht Rampa häufig vom sogenannten Über-Ich (nicht zu verwechseln mit dem freudschen Über-Ich). Nach seiner Darstellung handelt es sich dabei um das wahre „Ich“ (im englischen Original: the real „I“), um die Seele – jenes höhere Wesen, das uns von einer fernen Existenzebene aus lenkt. Rampa beschreibt es als ein geistiges Wesen, das unseren physischen Körper benutzt, um auf der Erde Dinge zu lernen, die in der Seelen- oder Geisteswelt nicht gelernt werden können. Gemäss Rampa sind wir berechtigt, uns selbst als Erweiterungen des Über-Ichs zu betrachten – eines Wesens, das so hoch vergeistigt, so weit jenseitig und so hoch entwickelt ist, dass es auf uns angewiesen ist, um Eindrücke von dem zu sammeln, was auf dieser Erde geschieht. Rampa legte sich jedoch in Bezug auf die Bezeichnung Über-Ich nicht eindeutig fest. Im englischen Original verwendet er den Begriff Overself, den er mit Ausdrücken wie Super-Ego, Super-Being, Overseer, Adhyatma, Soul, the real „I“, Higher Self und Spirit gleichsetzt. Diese Gleichsetzungen beruhen auf seiner eigenen Interpretation und entsprechen keiner etablierten Definition. Die offene Begriffsauswahl deutet darauf hin, dass Overself eher als ein konzeptioneller Ausdruck zu verstehen ist. Laut Rampa denkt man im Fernen Osten mehr in Konzepten statt in festen Begriffen; viele Begriffe seien dort lediglich abstrakte Vorstellungen. In den französischen Ausgaben wird der Begriff Overself mit Sur-Moi übersetzt, in den italienischen mit Super Io, in den spanischen mit Súper Yo und in den deutschen mit Über-Ich.

## Werke

### Bücher (Originaltitel)
- 1956: The Third Eye · Secker & Warburg
- 1959: Doctor from Lhasa · Souvenir Press
- 1960: The Rampa Story · Souvenir Press
- 1963: Cave of the Ancients · Ballantine Books
- 1964: Living with the Lama · Corgi Books
- 1965: You Forever · Corgi Books
- 1965: Wisdom of the Ancients · Corgi Books
- 1966: The Saffron Robe · Corgi Books
- 1967: Chapters of Life · Corgi Books
- 1969: Beyond The Tenth · Corgi Books
- 1971: Feeding the Flame · Corgi Books
- 1971: The Hermit · Corgi Books
- 1972: The Thirteenth Candle · Corgi Books
- 1973: Candlelight · Corgi Books
- 1975: Twilight · Corgi Books
- 1976: As It Was! · Corgi Books
- 1976: I Believe · Corgi Books
- 1977: Three Lives · Corgi Books
- 1980: Tibetan Sage · Corgi Books

### Bücher (deutschsprachige Titel)
- 1957: Das dritte Auge, Ein tibetanischer Lama erzählt sein Leben · Piper Verlag[28]
- 1987: Die Rampa-Story, Reise einer Seele · Udo Polzer-Verlag / Reidar Verlag[29]
- 1999: Ein Arzt aus Lhasa · Betzel Verlag[30]
- 2023: Der Einsiedler · BookRix[31]
- 2023: Für immer - Du · Bookrix[32]
- 2023: Die Weisheit der Ahnen · BookRix[33]
- 2023: Die Höhle der Ahnen · BookRix[34]
- 2023: Ich Glaube · BookRix[35]
- 2023: Drei Leben · BookRix[36]
- 2023: Die safrangelbe Robe · BookRix[37]
- 2024: Der Tibetische Weise · BookRix[38]
- 2024: Jenseits des Zehntels · BookRix[39]
- 2024: Wie es war! · BookRix[40]
- 2024: Leben mit dem Lama · BookRix[41]